# Гондар
Гондар (амх.: ጎንደር) је град на северозападу Етиопије, некад седиште етиопских владара и главни град историјске покрајине Беџемдер. Због тога се понекад стара покрајина Беџемдер назива и Гондар. Град је смештен у зони Семијен Гондар у регији Амхара. Лежи северно од Језера Тана на реци Мали Ангереб, југозападно од Семијенских планина. Град лежи на импресивној надморској висини од 2.133 м, и има 231.977 становника по попису становника из 2008.

## Историја
Све до 16. века, етиопски владари нису имали сталне престонице, већ су живели у привременим логорима обилазећи земљу, прикупљајући данак од својих поданика. Једини изузетак од тог правила био је Дебре Берхан, којег је основао цар („негуш“) Зара Јакоб 1456, а он је потом вековима био престоница и осталим владарима из Соломонске династије.
Гондар је основао цар Фасилидес око 1635. године, град је почео да серазвија као трговачко средиште пољопривредног краја. Фасилидес је такође изградио седам цркава; прве две, Фит Микаел и Фит Або, изградио је због захвалности за крај епидемије која је тад захватила регију. Пет следећих етиопских владара, следили су његов пример и изградили их своје дворце у граду.
Након црквеног сабора одржаног 1668, одлучено је да се становници Гондара морају населити на основу своје верске припадности, а цар Иван I. Етиопски је то спровео у дело, тако су се муслимански становници Гондара у следеће две године населили у својој четврти која је постала позната по имену Адис Алем.
Током 17. века, градско становништво је премашило 60.000 људи. Многи од објеката из тог раздобља још увек постоје, упркос разарањима које је град претрпео у 18. веку.
Град је био пристоница Етиопије све до цара Теводроса I. кад је престоница премештена у Магдалу. Након што је он крунисан за цара 1855, град је опљачкан и спаљен 1864, а затим разорен поновно у децембру, 1866.
Судански дервишки вођа Абдалахи ибн Мухамед опљачкао је Гондар, када је напао Етиопију у јуну 1887.. Гондар је разорен поново 23. јануара 1887, кад су судански нападачи запалили готово све градске цркве.
Након окупације Етиопије од стране Краљевине Италије 1936, Гондар је почео убрзано да се развија, јер су Италијани имали велике амбиције у Етиопији, одакле су желели да прошире своје колонијално царство по Африци. За време Другог светског рата, у новембру 1941. италијанске снаге су своје последње линије отпора имале у Гондару, након што је Адис Абеба шест месеци раније, већ пала у руке британских снага. Подручје око Гондара је било једно од главних средишта деловања италијанских герилских јединица против британске снага све до лета 1943.
Током Етиопског грађанског рата околина Гондора је била регија у којој су се водиле жестоке борбе између герилаца и снага Менгисту Хајле Мариама.

## Градске знаменитости
Становници Гондара живели су зависно од своје верске припадности, сваки у својој четврти, Адис Алем је била, а и данас је, муслиманска четврт. „Кајла Меда“ била је јеврејска четврт; „Абун Бет“, је била четврт у којој живи Абуна, врховни поглавар Етиопске цркве са својим тевахедо следбеницима, па четврт „Кањ Бет“ дом племства. Гондар је такође био и остао значајно црквено средиште Етиопске цркве, познат по својих 44 цркава, а има их више него било који град у Етиопији. Гондар и његова околина били су дом већине етиопских Јевреја.
Данашњи Гондар је популарно туристичко одредиште због својих бројних историјских споменика, а у првом реду то је краљевски замак Фасил Геби. Остале знаменитости су Дворац Фасилидес, Дворац Јасу, Дворана Давит, Замак Ментеваб, Дворске канцеларије, библиотека и три цркве, итд.
Поред града налази се Фасиладесово купалиште, које се на годишњој свечаности благослови и онда отвора за купање, комплекс Кускуам, изграђен од царица Ментеваб у 18. веку, Дворац Рас Микаел Сехул и црква Дебре Берхан Селасије.
Средиште Гондара још и данас показује утицај италијанске окупације касних 1930-их. Главни градски трг, продавнице, биоскопи, и други јавни објекти подигнути су у духу италијанске модерне, као и бројне виле и станови за окупационе државнике и колонијалисте.
Гондар има аеродром - Азезо (ICAO код HAGN, ИАТА GDQ), и Свеучилиште унутар којег је главни Медицински факултет у Етиопији. Град је добро повезан путевима са осталим етиопским градовима.

## Становништво
Три највеће етничке групе у граду су Амхарци (88,91%), Тигре (6,74%) и Кемант (2,37%); све остале групе имају 1,98% становника. амхарски као матерњи језик говори 94,57%, 4,67% говори Тигрињу, а остатак становништва од 0,76% говори неке друге језике. По религијској припадности; 83,31% становника су верници Етиопске православне цркве, а 15,83% су следбеници Ислама.